# Ida B. Wells-Barnett House
Ida B. Wells-Barnett House a été la résidence de l'avocate des droits civils Ida B. Wells, (1862-1931) et son mari Ferdinand Lee Barnett de 1919 à 1930. Elle est située au 3624 S. Dr. Martin Luther King Jr. Memorial Drive dans le secteur communautaire de Douglas, (quartier de Bronzeville) à Chicago dans l'État de l'Illinois. Elle a été désignée Chicago Landmark (CL) par la ville le 2 octobre 1995. Le 30 mai 1974, elle fut inscrite sur le Registre national des lieux historiques puis en tant que National Historic Landmark.